# August Karl von und zu Egloffstein

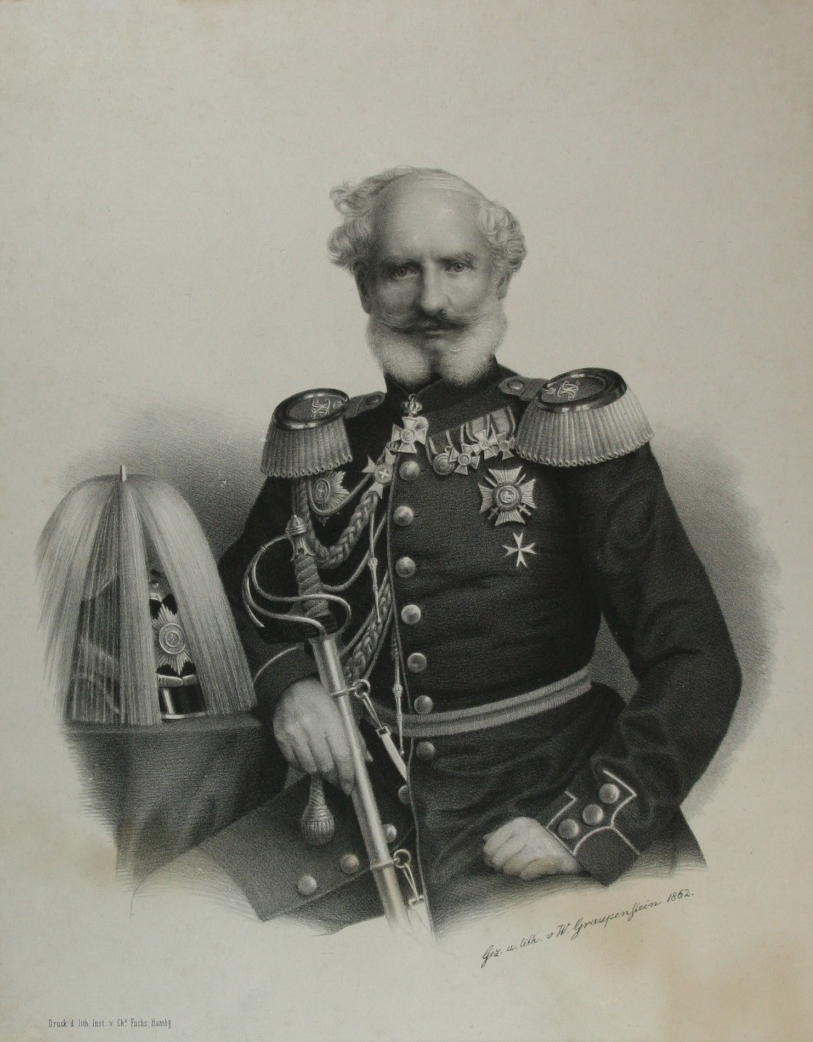
Porträt August Karl von und zu Egloffstein, Lithographie von Friedrich Wilhelm Graupenstein, um 1862, Schlossmuseum Jever

August Friedrich Karl Freiherr von und zu Egloffstein (* 15. Februar 1771 auf Burg Egloffstein; † 15. September 1834 in Kissingen) war ein sächsisch-weimarischer Generalmajor.

## Leben

### Herkunft
August Karl von und zu Egloffstein war ein Sohn des Freiherrn Karl von Egloffstein (1736–1773) und der Sophie, geborene von Thüna (1742–1807).

### Militärkarriere
Nach dem frühen Tod seines Vaters wurde Egloffstein seinem Onkel, dem preußischen General August Wilhelm von Thüna in Berlin (1722–1787) zur weiteren Erziehung anvertraut. Er wurde 1784 Junker im Regiment seines Onkels, stieg nach dessen Tod zum Sekondeleutnant auf und machte 1793/94 die Feldzüge gegen Polen mit.
Herzog Karl August von Sachsen-Weimar wurde auf den jungen Offizier aufmerksam und erbat dessen Entlassung aus preußischen Diensten, worauf Egloffstein am 18. Februar 1795 als Premierleutnant und Adjutant überwechselte und schon am 18. Dezember 1796 zum Kapitän befördert wurde. Am 15. September 1804 avancierte er zum Kammerherren und am 27. April 1805 zum Major. In der Zeit unternahm er Reisen in die Schweiz und nach Frankreich, um sich dort weiterzubilden. Während des Vierten Koalitionskriegs kämpfte er zunächst auf preußischer Seite. Das Regiment kam unter Hönning zum Korps Hohenlohe. Er wurde in der folgenden Schlacht bei Jena verwundet und machte mit den restlichen Truppen des Korps den Rückzug mit, bis die sächsischen Herzogtümer am 18. Dezember 1806 dem Rheinbund beitraten. Nun mussten die Herzogtümer 2800 Mann für die Armee Napoleons stellen. Egloffstein erhielt den Auftrag mit dem französischen Generalgouverneur Clarke über die Ausrüstung zu verhandeln.
Am 20. Januar 1807 wurde Egloffstein zum Oberst und Brigadier befördert. Das Rheinbund Regiment wurde nach Pommern verlegt, wo es an der Belagerung von Kolberg teilnehmen sollte. Aber bereits auf dem Weg dorthin desertierte die Hälfte der Mannschaften. Nach dem Frieden von Tilsit wurde das Regiment nach Usedom und Wolin verlegt, wo es von Typhus und Ruhr dezimiert wurde. Auch Egloffstein erkrankte dort. Vom 20. August bis 12. November 1807 stand es in Swinemünde. Bereits in Tramm war ein Teil des Gepäcks bei einem Feuer vernichtet worden. Erst am 8. Dezember 1807 erreichten die verbliebenen wieder Weimar. Das Regiment wurde im Jahr 1808 wieder aufgefüllt. Im März 1809 sammelte es sich unter General Royer in Würzburg. Es zog im Rahmen des Fünften Koalitionskrieges über Ingolstadt und Regensburg nach Passau. Nach der Niederlage Österreichs wurde das Regiment Ende Juli 1809 nach Innsbruck verlegt, um dort gegen die aufständischen Tiroler zu kämpfen. Am 4. August 1809 kam es in Mittenwald zu Gefechten mit den Tirolern. Egloffstein wurde bei den Kämpfen verletzt, aber ein Teil des Regiments unter Oberst von Germar wurde in Oberau eingeschlossen und musste sich am Abend des 5. Augusts ergeben. Am Ende hatte das Regiment 40 Offiziere und 946 Mann an Toten und Gefangenen verloren. Es wurde über Salzburg nach Wien beordert und ergänzt. In Wien wurde es am 23. September 1809 von Napoleon gemustert. Bei dieser Gelegenheit verlieh er dem Oberst Egloffstein das Kreuz der Ehrenlegion und gab dem Regiment zusätzlich zwei Kanonen. Nun marschierte das Regiment nach Spanien.
Über Mannheim marschierte das Regiment zwei Monate lang durch Frankreich, bevor es am 19. März 1810 in Barcelona ankam. Auf einem Feldzug nach Manresa und bei Kämpfen in den Schluchten von Mont-Serrat verlor es 600 Mann. Danach kam es als Garnison in die Festung Hostalrich, wo es durch die ehemaligen Gefangenen aus Tirol ergänzt wurde. Nach zwei Monaten begleitete es im Juni unter Marschall MacDonald einen Konvoi nach Barcelona. In einem Gefecht bei Cartateo blieb es siegreich. Danach kam es bei Girona in Garnison, wo viele Soldaten Krankheiten erlagen. Als das Regiment am 18. September einem Nachschubkonvoi entgegenzog, wurde es bei Perginan eingeschlossen. Es konnte unter Egloffstein den Ort nur mit größter Mühe verteidigen. Als die Truppe am 20. Februar 1811 in Gerona endlich abgelöst wurde, waren noch 20 Offiziere und 201 Unteroffiziere und Mannschaften am Leben. Die Truppe kam am 18. April nach Montpellier, wo Egloffstein die Offiziere ausschickte, um in den Lazaretten des südlichen Frankreich nach Rekonvaleszenten zu suchen. Er rastete danach noch drei Wochen in Metz und erreicht am 24. Juni 1811 Weimar. Das Regiment verlor 27 Offizieren und fast 2000 Mann, von den 7 Offiziere und 398 Mann noch weiter in französischen Lazaretten lagen. Davon stammten 8 Offiziere und 578 Mann aus Sachsen-Weimar selbst.
Das Regiment wurde dann für den Russlandfeldzug 1812 wieder aufgefüllt. Schon im Februar 1812 wurde das Regiment nach Hamburg verlegt. Dort bildete es zusammen mit schwarzburger, anhaltinischen, lippischen, reußischen und waldeckschen Truppen die Division „Princiere“ unter dem Kommando des Generals Saint-Cyr. Die Division wurde in zwei Brigaden geteilt und Egloffsteim zum Brigadekommandeur ernannt. Im Juni wurde die Brigade nach Stralsund geschickt. Dort wurde die neutrale schwedische Besatzung gefangen genommen und nach Frankreich geschickt. Anschließend musste die Brigade die Ostseeküste bewachen und gegen mögliche Aktionen der Briten schützen. Am 10. September wurde sie aber bereits nach Danzig verlegt und dort mit der 2. Brigade vereinigt nach Smolensk in Marsch gesetzt. Aber schon in Königsberg mussten sie halten und blieben dort vom 9. Oktober bis 9. November 1812. Dort waren sie Teil eines Reservekorps. Am 9. November 1812 wurde sie nach Wilna in Marsch gesetzt, was an 26. November erreicht wurde. Von dort kamen sie bis zum 3. Dezember nach Mietnicki, dort erreichte sie die Nachricht vom Zusammenbruch der Grande Armée. Am 4. Dezember traf die Division in Oschmiana auf Napoleon. Die Kavallerie musste daraufhin als Eskorte bis Wilna, die Weimarische Karabinerkompanie wurde dem Marschall Ney als Eskorte mitgegeben. Die restliche Truppe wurde dem Korps des General Gratien zugeordnet und kam mit den Resten der Grande Armee am 8. Dezember 1812 nach Wilna, wo die verhungerte Truppe über die Stadt herfiel. Am 10. Dezember zogen die Männer weiter, Egloffstein wurde mit seinen Männern als Nachhut bestimmt. Als die russischen Kavallerie angriff, wurde dann die komplette zweite Division vernichtet. Die Wagen blieben an Verhauen hängen und so wurde die ganze Ausrüstung inklusive der Kriegskasse verbrannt. An diesem Tag fielen 20 Offiziere und 900 Mann des Regiments. Egloffstein hatte Glück und kam mit mehreren 100 Mann am 13. Dezember 1812 nach Kowno, von wo es weiter nach Königsberg ging. Unter stetigen Angriffen von Kosaken ging es weiter nach Danzig. Als Egloffstein dort einrückte bestand die Truppe noch aus 23 Offizieren und 350 Mann. Der dortige Kommandant General Rapp gab dem Oberst alle Rheinbundtruppen, so dass dieser bald 500 Mann befehligte. Mit der Truppe kämpfte er bei der folgenden 11-monatigen Belagerung von Danzig. Er kämpfte am 5. März bei einem Ausfall auf Stolzenberg und Schildlitz und am 9. Juni im Tal von Schildlitz und bei Wonneberg. Dabei wurde er jeweils verwundet und zum Offizier der Ehrenlegion ernannt. Als die Russen am 29. August Ohra zu nehmen und der Johannisberg viermal den Besitzer wechselte, kämpften die Rheinbundtruppen tapfer und Egloffstein wurde erneut verwundet. Am 27. November 1813 musste General Rapp kapitulieren, da der Stadt die Lebensmittel ausgingen. Von den ursprünglich 32.000 Verteidigern waren noch 14.000 am Leben. Die Deutschen wurden am 14. Dezember 1813 entlassen, mussten aber zunächst in Cassuben und Marienburger Werder bleiben. Am 30. Januar 1814 traten auch sie den Rückweg an. Mit Egloffstein erreichten der Oberst von Germar sowie die Leutnants von Steuben und von Schweinitz zusammen mit 19 Unteroffizieren und Gemeinen ihre Heimat.
Nun begann der Krieg gegen Napoleon. Es waren bereits zwei Bataillone Infanterie, eine Schar freiwilliger Jäger zu Fuß und zu Pferd auf dem Weg zum III. deutschen Armeekorps. Egloffstein konnte sie in Kassel einholen und erhielt das Kommando über eine thüringisch-anhaltinsche Brigade. Dort wurden neben den Weimarern auch vier Bataillone aus Gotha, Schwarzburg und Anhalt zusammengefasst. Unter dem Kommando von Karl August von Sachsen-Weimar wurde das Korps in die Niederlande verlegt, um die Truppen des Generals Maison zu binden. Zunächst deckte Egloffstein mit seiner Brigade das Gelände zwischen den Belagerungen von Valenciennes und Conde. Später kam er mit der Brigade nach Tournai in Garnison. Nach der Niederlage der Preußen und von Generalleutnant Thielemann bei Courdray am 31. März 1814 mussten sie nach Oudenarde zurück weichen. So konnte General Maison mit 13.000 Mann gegen Tournai vorgehen, wo sich Egloffstein mit ca. 2000 Mann verschanzte. Trotz dreier schwerer Angriffe gelang es ihm die Stadt zu halten, bis Verstärkung eintraf und sich die Franzosen bis nach Lille zurückzogen. Vom Zaren erhielt er dafür den Orden des Heiligen Georg IV. Klasse und 1818 den Orden der Heiligen Anna II. Klasse mit Brillanten. Von der Stadt Torunai erhielt er die Goldene Ehrenmedaille. Kurz danach endete der Krieg mit dem Pariser Frieden und der Abdankung von Kaiser Napoleon. Das Korps kehrte im Juni 1814 nach Weimar zurück.
Als Napoleon im März 1815 zurückkehrte, marschierte Egloffstein mit seiner Brigade nach Neuwied, zur er am 18. April zur Armee des Generals Kleist von Nollendorf kam. Kurz darauf wurde der Oberst zum Generalmajor befördert. Die Brigade kämpfte anschließend beim Sturm auf Boullion, bei der Einnahme von Mezieres und Montmedy und bei dem nächtlichen Sturm auf Medybas. Am 23. Juli (29. Juli ?) gelang es der Brigade bei Charleville einen französischen Adler und eine Fahne zu erbeuten, die als Trophäen nach Weimar geschickt wurden. Egloffstein wurde dann zum Kommandanten der Stadt ernannt. Nach dem Zweiten Pariser Frieden wurde die Brigade am 1. November 1815 durch Generalleutnant von Hacke verabschiedet und nach Hause entlassen.
Am 30. Januar 1816 wurde Egloffstein einer der ersten Empfänger des Großkreuzes des Hausordens vom Weißen Falken. Im Jahr 1818 trat eine neue Wehrordnung nach preußischem Muster in Kraft und Egloffstein wurde zum Generalinspekteur der Truppen ernannt. 1825 schickte ihn der Großherzog als Vertreter des Großherzogtums zur Krönung des Zaren Nikolaus I. nach Sankt Petersburg. Dort erhielt er vom Zaren das Großkreuz des Ordens der Heiligen Anna und kehrte damm im April 1826 nach Weimar zurück. Im Januar 1829 vertrat er das Großherzogtum in Berlin, als Prinzessin Augusta von Sachsen-Weimar sich mit Prinz Wilhelm verlobte.
In Weimar wurde Egloffstein Mitglied der Freimaurerloge Anna Amalia zu den drei Rosen. Er starb 1834 während eines Kuraufenthalts in Kissingen.

### Familie
Im Jahr 1808 heiratete Egloffstein in Weimar Isabelle Waldner von Freundstein (1785–1869), die Tochter des Freiherrn Gottfried Waldner von Freundstein (1757–1818) und dessen Frau Friederike von Stein zu Nord- und Ostheim (1767–1797). Isabelles jüngere Schwester war Diana Rabe von Pappenheim (1788–1844), Geliebte des westphälischen Königs Jérôme Bonaparte (1784–1860) und Mutter der Jenny von Gustedt.
Aus der Ehe gingen zwei Söhne und zwei Töchter hervor:
- August (1812–1887), großherzoglich sächsischer Kammerherr, Generalmajor und Oberstallmeister
- Leonhard (1815–1900), preußischer Generalmajor